# San Giorgio Albanese
San Giorgio Albanese é uma comuna italiana da região da Calábria, província de Cosenza, com cerca de 1.709 habitantes. Estende-se por uma área de 22 km², tendo uma densidade populacional de 78 hab/km². Faz fronteira com Acri, Corigliano Calabro, San Cosmo Albanese, Vaccarizzo Albanese.

## Demografia
| Variação demográfica do município entre 1861 e 2011                               |
|                                                                                   |
| Fonte: Istituto Nazionale di Statistica (ISTAT) - Elaboração gráfica da Wikipedia |